# 1-octanamina
La 1-octanamina, conocida también como n-octilamina o simplemente octilamina, es una amina primaria de fórmula molecular C8H19N.
En la naturaleza, se encuentra en las manzanas.

## Propiedades físicas y químicas
A temperatura ambiente, la 1-octanamina es un líquido amarillo con un olor similar al del amoníaco.
Solidifica a -1 °C y hierve a 176 °C.
Prácticamente insoluble en agua —apenas 0,2 g/L— su solubilidad es mucho mayor en disolventes hidrófobos (logP = 3,06). Al igual que otras alquilaminas, es menos densa que el agua (ρ = 0,782 g/cm³), por lo que flota en ella. Es un compuesto inflamable que alcanza su punto de inflamabilidad a 62 °C.
Neutraliza ácidos en reacciones exotérmicas formando sales y agua.
Puede ser incompatible con isocianatos, compuestos orgánicos halogenados, peróxidos, fenoles (ácidos), epóxidos, anhídridos y haluros de ácido.
Puede generarse hidrógeno gaseoso cuando se combina con agentes reductores enérgicos como hidruros.

## Síntesis
La 1-octanamina se puede obtener por hidrogenación de la octanodienilamina, compuesto que se obtiene por telomerización del 1,3-butadieno con amoníaco.
Otra forma de síntesis de la 1-octanamina es por reducción de imino(octilimino)azanio, utilizando como agente reductor resina de intercambio iónico de borohidruro [(BER)-CuSO4] en metanol; además de la 1-octanamina se obtiene dioctilamina como producto de reacción. Una tercera vía de síntesis consiste en la N-deacetilación selectiva a temperatura ambiente de N-octilacetamida, mediante el empleo del reactivo de Schwartz (hidrocloruro de zirconoceno), obteniéndose un rendimiento cercano al 95%.
Por último, también es posible la elaboración de esta amina por hidroaminación anti-Markovnikov de 1-octeno; la reacción se basa en una hidrozirconización seguida de una aminación con electrófilos de nitrógeno.
A su vez, la 1-octanamina es precursora de aminas más complejas tales como la n-hexil-n-octanamina, N-n-octiliden-n-octilamina, N-octil-hidroxilamina y N-propan-2-iloctan-1-amina.
Asimismo, a partir de la oxidación aeróbica de 1-octanamina con un catalizador de rutenio se obtiene el nitrilo correspondiente (octanonitrilo).

## Usos
La 1-octanamina se emplea en la síntesis de compuestos orgánicos y tensoactivos, como inhibidor de la corrosión, detergente, suavizante de telas, agente antiestático, desinfectante, insecticida, emulsionante, dispersante y agente para el tratamiento de aguas. También como reactivo en la preparación de 2H-indazoles y 1H-indazolones, usados como inhibidores de la mieloperoxidasa (MPO).
Esta amina tiene numerosos usos como disolvente o catalizador.
Por ejemplo, en la preparación de nanopartículas de sílice de tamaño ajustable, el agua es el reactivo mientras que diferentes aminas primarias —como la 1-octanamina o la dodecilamina— actúan como catalizadores.
Igualmente, la síntesis de nanocristales de seleniuro de cadmio (CdSe) con la misma estructura cúbica que la blenda, se puede llevar a cabo utilizando 1-octanamina como disolvente.
Por otra parte, la 1-octanamina, absorbida en gel de sílice, es capaz de eliminar eficazmente metales pesados tales como cobre(II), cadmio(II), plomo(II), níquel(II) y plata(I).

### Intercalación en minerales
La 1-octanamina ha sido empleada como compuesto orgánico capaz de intercalarse en el espacio interlaminar de ciertos minerales de arcilla —como esmectita y vermiculita—, provocando la expansión de la estructura del mineral en dirección perpendicular a las láminas de arcilla. Las especies así producidas poseen propiedades que hacen que sean de interés en diversas aplicaciones industriales.
En este sentido, se ha propuesto el uso de la 1-octanamina para modificar filosilicatos como la palygorskita con el fin de que puedan adsorber contaminantes hidrófobos como espumas AFFF, surfactantes y compuestos perfluorinados.
La capacidad de intercalación de esta amina ha sido también investigada en el caso del fosfato de vanadilo (α-VOPO4.2H2O), habiéndose concluido que la 1-octanamina forma capas bimoleculares en el espacio interlaminar; el intercalado produce dos fases —que coexisten simultáneamente— con orientaciones diferentes de la cadena de alquilo.
Asimismo, el estudio de la intercalación de la 1-octanamina en H-magadiita con distintos disolventes, ha puesto de manifiesto que la absorción se incrementa al aumentar la concentración de amina pero que también depende del disolvente específico utilizado.

## Precauciones
La 1-octanamina es un compuesto tóxico para el ser humano; su inhalación, ingestión o contacto con la piel puede producir heridas e incluso la muerte. Su combustión puede originar gases irritantes, corrosivos y tóxicos. Como material combustible puede arder, pero no prende de forma inmediata. Sin embargo, al calentar la 1-octanamina, los vapores generados pueden formar mezclas explosivas con el aire.